# Get Crazy
Get Crazy (bra: No Limite da Loucura) é um filme estadunidense de comédia musical, lançado em 1983. Dirigido por Allan Arkush e estrelado por Malcolm McDowell, Allen Garfield, Daniel Stern, Gail Edwards e Ed Begley Jr.

## Sinopse
É véspera de ano novo no Saturn Theater, onde o empresário da velha guarda Max Wolfe realizará seu tradicional concerto de réveillon com bandas de punk rock, blues e rock inglês. Entre sexo, drogas, muito rock and roll e todo tipo de loucura, o assistente de Max, Neil Allen, e uma antiga sócia, Willy Loman, tentam salvar a festa da sabotagem de Colin Beverly, um ambicioso empresário que quer comprar o Saturn Theater a qualquer custo.[carece de fontes?]

## Elenco
- Malcolm McDowell...Reggie Wanker
- Allen Garfield... Max Wolfe
- Daniel Stern... Neil Allen
- Gail Edwards... Willy Loman
- Miles Chapin... Sammy Fox
- Ed Begley Jr.... Colin Beverly
- Stacey Nelkin... Susie Allen
- Bill Henderson...Rei Blues
- Lou Reed... Auden
- Howard Kaylan... Capitão Cloud
- Lori Eastside...Nada
- Lee Ving...Piggy
- John Densmore... Toad
- Anna Bjorn... Condessa Chantamina
- Robert Picardo ...Connell O'Connell
- Bobby Sherman... Mark
- Fabian Forte... Marv
- Franklyn Ajaye...Cool
- Paul Bartel...Dr. Carver
- Dan Frischman...Joey
- Mary Woronov... Violetta
- Clint Howard.... chefe do gabinete
- Denise Galik.... enfermeira Gwen
- Linnea Quigley... Groupie
- Jackie Joseph...mãe da Susie
- Dick Miller...pai da Susie
- Chuck Hanson...Besta Selvagem
- Susan Saiger...Buffy
- Barry Diamond... Stagehand